# Alphonso McAuley
Alphonso McAuley (* 21. April 1979 in New Haven, Connecticut) ist ein US-amerikanischer Schauspieler und Komiker.

## Leben und Karriere
Alphonso McAuley wurde als Sohn von Ralph und Marion McAuley in New Haven geboren, wuchs jedoch mit einem Bruder in Los Angeles auf. Er besuchte die California State University.
Seine Karriere begann McAuley als Stand-up Comedian. Im Jahr 2003 hatte er seinen ersten Fernsehauftritt in der Serie Die himmlische Joan. Ein Jahr später folgte der Film Fat Albert, durch den er bekannt wurde. 2006 war McAuley im Film Spiel auf Sieg zu sehen sowie 2008 in Die Insel der Abenteuer. 2011 hatte er die Rolle des Julian Simms in Cat Run inne, welche ihm weitere Bekanntheit einbrachte. Seit 2010 wirkt er auch in der Serie Love That Girl! mit. Zwischen 2011 und 2012 gehörte er zur Hauptbesetzung der Fox-Serie Breaking In.
McAuley veröffentlicht außerdem Videos auf dem Videoportal Vine, dort hat er über zwei Millionen Follower.

## Filmografie (Auswahl)
- 2003: Die himmlische Joan (Joan of Arcadia, Fernsehserie, Folge 1x11)
- 2004: Fat Albert
- 2006: Spiel auf Sieg (Glory Road)
- 2006: The Jake Effect (Fernsehserie, Folge 1x05)
- 2007: Pride
- 2008: Die Insel der Abenteuer (Nim’s Island)
- 2008: Chocolate News (Fernsehserie, 7 Folgen)
- 2010–2014: Love That Girl! (Fernsehserie, 42 Folgen)
- 2011: Cat Run
- 2011–2012: Breaking In (Fernsehserie, 20 Folgen)
- 2013–2018: The Middle (Fernsehserie, 25 Folgen)
- 2014: Mädelsabend – Nüchtern zu schüchtern! (Walk of Shame)
- 2017: Girlboss (Fernsehserie, 11 Folgen)
- 2019–2020: Schooled (Fernsehserie)
- 2021: Broken Diamonds
- 2022: The Hyperions – Die Superheldenakademie (The Hyperions)